# Býkev
Býkev är en ort i Tjeckien.   Den ligger i regionen Mellersta Böhmen, i den centrala delen av landet, 29 km norr om huvudstaden Prag. Býkev ligger 164 meter över havet och antalet invånare är 351.
Terrängen runt Býkev är platt.Runt Býkev är det ganska tätbefolkat, med 179 invånare per kvadratkilometer. Närmaste större samhälle är Mělník, 4,0 km öster om Býkev. Trakten runt Býkev består till största delen av jordbruksmark.